# Midwinter Day
Il Midwinter Day, o semplicemente Midwinter, è una ricorrenza annuale celebrata, in genere, dal personale che stanzia nelle stazioni di ricerca in Antartide ed è legata al solstizio d'Inverno; per questo motivo può cadere il 20 o il 21 giugno a seconda degli anni. Nell'emisfero australe questo solstizio corrisponde al giorno più corto dell'anno ed arriva, quindi, approssimativamente a metà di un lungo periodo di buio invernale. Rappresenta una delle due principali festività antartiche insieme alla Giornata dell'Antartide, istituita nel 2010 per ricordare la storica firma del Trattato Antartico.

## Origini
Sebbene sia stato l'equipaggio della Belgica il primo a trascorrere il solstizio d'inverno in Antartide nel 1898 e, in qualche modo, a celebrarlo, la festa per il giorno più corto dell'anno venne ufficializzata il 23 giugno del 1902 ed è, quindi, attribuita a Robert Falcon Scott e all'equipaggio della spedizione Discovery. Chiamato in quell'occasione Midwinter festival, fu concepito per ricordare i tipici festeggiamenti del periodo natalizio; vennero, quindi, addobbati gli alloggi, cucinate tipiche pietanze natalizie e scambiati dei regali che ognuno aveva portato con sé e che furono conservati per l'occasione.
Successivamente, le spedizioni dell'epoca eroica dell'esplorazione antartica tennero viva questa tradizione. Gli equipaggi del Nimrod, Terra Nova, Aurora ed Endurance osservarono la celebrazione con feste, decorazioni ed esibizioni. Esse, tuttavia, non erano più legate ad uno spirito imitativo del periodo natalizio e stabilirono, così, il Midwinter Day come una ricorrenza a sé stante.

## Sviluppo e diffusione

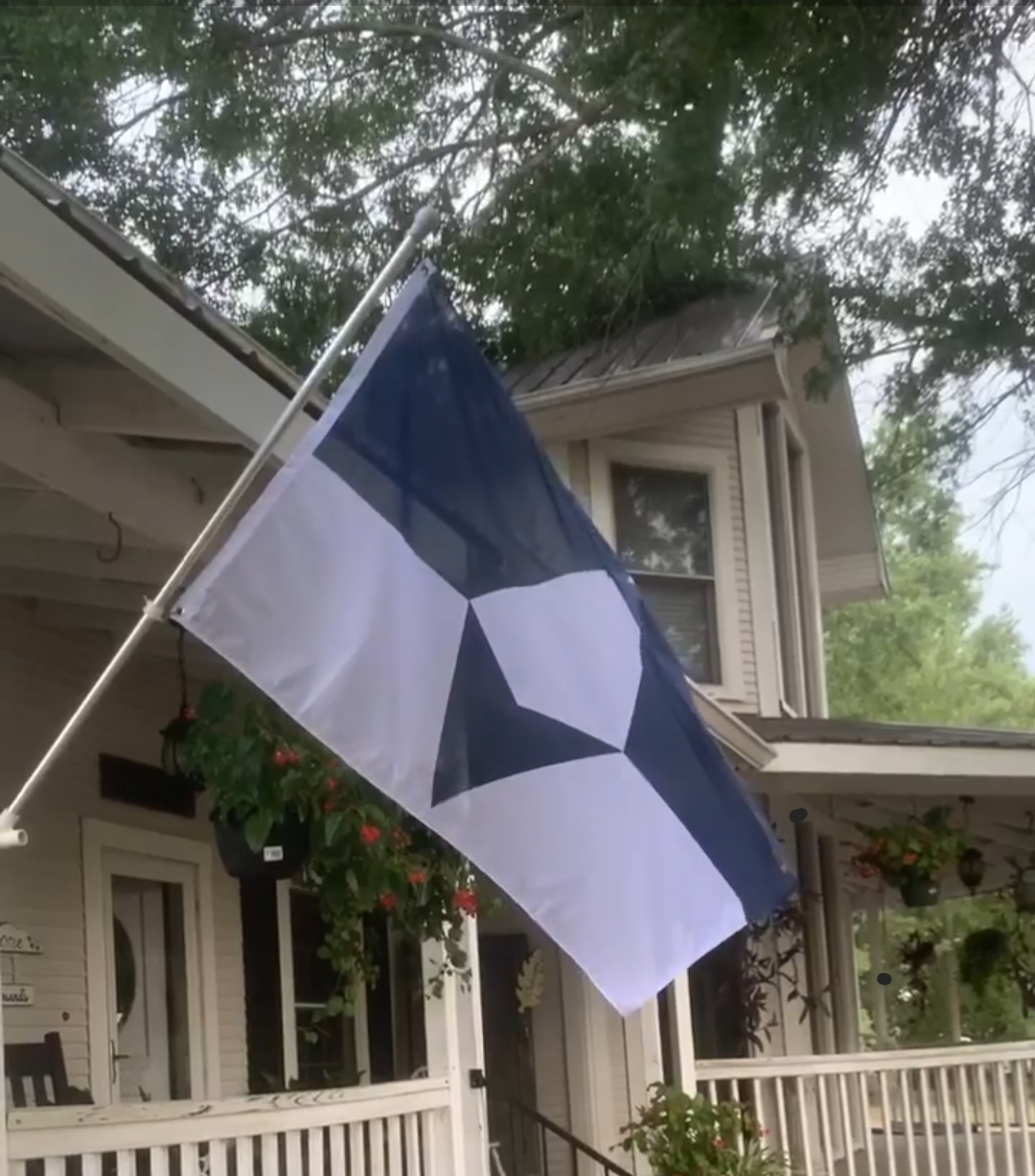
La True South flag of Antarctica sventola davanti un'abitazione in Missouri per il Midwinter Day

A partire dal secondo dopoguerra, con la costruzione di stazioni permanenti in Antartide, sempre più numerose, la tradizione cominciò a diventare una ricorrenza annuale per sempre più persone. Il rifornimento alimentare durante l'inverno è raro, motivo per cui nelle spedizioni sono previsti gli alimenti che serviranno per i festeggiamenti. 
Gradualmente, cominciarono a diventare sempre più diffusi gli scambi di auguri e di doni, oltre che tra i componenti dei vari equipaggi, anche tra le varie stazioni operative. Spesso sono previste esibizioni o altre attività goliardiche. La ricorrenza è infatti vissuta come una sorta di rigenerazione dal punto di vista psicologico per il personale impegnato nel lungo periodo di notte invernale. Anche alcuni leader delle nazioni degli equipaggi presenti sul continente durante il Midwinter Day sono soliti mandare i loro saluti alla rispettive stazioni. Il presidente statunitense Dwight D. Eisenhower fu tra i primi ad instaurare questa prassi.
La festività, sebbene sia di gran lunga più celebrata sul suolo artico, è a volte osservata anche in altri posti del mondo; in particolar modo è tenuta viva da ex componenti di programmi per l'Antartide che si riuniscono di nuovo insieme per l'occasione.